# Joël Bats
Joël Bats, född 4 januari 1957 i Mont-de-Marsan, är en fransk före detta fotbollsspelare och senare tränare. Under sin aktiva karriär gjorde han 50 landskamper för Frankrikes landslag. Han var mellan 2000 och 2017 målvaktstränare i Lyon.

## Karriär
Joël Bats startade sin karriär i Sochaux 1974, där han under sex år varvade mellan A-laget och B-laget. 1980 lämnade han för nyuppflyttade AJ Auxerre, där han blev förstamålvakt. Tre år senare blev han uttagen i Frankrikes landslag för första gången, och kom året efter med i truppen till EM 1984, som Frankrike vann för första gången. Bats var även förstamålvakt i VM 1986, där han bland annat räddade en straff från Zico i kvartsfinalen.
Bats gjorde sin sista säsong med Auxerre 1984/1985 och flyttade därefter till Paris Saint-Germain där han var med och vann deras första ligatitel 1986. Joël Bats stannade i laget tills han avslutade sin karriär 1992, och gick då över till att bli målvaktstränare. 1997 blev han huvudtränare i en säsong efter att Ricardo Gomes lämnat. Han har även varit tränare en kort period i LB Châteauroux innan han blev målvaktstränare i Lyon.

## Meriter
Paris Saint-Germain
- Ligue 1: 1986

Frankrike
- EM-guld: 1984
- VM-brons: 1986